# Sechs Kalimāt
In der sunnitisch-orthodoxen Islamtradition Pakistans und Nordindiens sind die Sechs Kalimāt (von arabisch كلمة, DMG kalima ‚Wort, Rede‘, Plural: kalimāt) sechs Glaubenssätze, deren Auswendiglernen und Rezitation in pakistanischen Religionsschulen gelehrt und zu den Regeln des frommen Verhaltens im Alltag gezählt wird.

## Wortlaut
1. Kalimah Tayyibah (kalimat aṭ-ṭaiyibah – Wort der Reinheit)
لَا إِلٰهَ إِلَّا الله مُحَمَّدٌ رَسُولُ الله
Lā ilāha illā -llāh, muḥammadur rasūlu -llāh.
Es gibt keinen Gott außer Allah (und) Muhammad ist der Gesandte Allahs.
2. Kalimah Shahadah (kalimat ash-shahādah – Wort des Beweises)
أَشْهَدُ أنْ لا إلَٰهَ إِلَّا اللهُ وَحْدَهُ لَا شَرِيْكَ لَهُ وَأشْهَدُ أنَّ مُحَمَّدًا عَبْدُهُ وَرَسُولُهُ 
Ašhadu an lā ilāha illā-llāh waḥdahu lā šarīka lahu, wa ašhadu anna muḥammadan ʿabduhu wa rasūluhu.
Ich bezeuge, (dass es) keinen Gott außer Allah gibt. Er ist Einer, Er hat keine Partner, und ich bezeuge, dass Muhammad sein Diener und Gesandter ist.
3. Kalimah Tamjeed (kalimat at-tamjīd – Wort der Majestät)
سُبْحَان اللهِ وَالْحَمْدُلِلّهِ وَلا إِلهَ إِلّااللّهُ وَاللّهُ أكْبَرُ وَلا حَوْلَ وَلاَ قُوَّةَ إِلَّا بِاللّهِ الْعَلِيِّ الْعَظِيْم 
Subḥāna-llāhi, wa-l-ḥamdu li-llāhi, wa lā ilāha illā-llāhu, Wa-llāhu akbar, Wa lā ḥawla wa lā quwwata illā bi-llāhi-l-ʿalīyyi-l-ʿaẓīm.
Erhaben ist Allah, und Lobpreis für Allah, und es gibt keine Gottheit außer Allah und Allah ist der Größte. Und es gibt weder Macht noch Kraft außer der Allahs, des Höchsten, des Großartigsten.
4. Kalimah Tawheed (kalimat at-tawḥīd – Wort der Einzigkeit)
لَآ اِلٰهَ اِلَّا اللهُ وَحْدَهٗ لَا شَرِيْكَ لَهٗ لَهُ الْمُلْكُ وَ لَهُ الْحَمْدُ يُحْىٖ وَ يُمِيْتُ وَ هُوَحَیٌّ لَّا يَمُوْتُ اَبَدًا اَبَدًاؕ ذُو الْجَلَالِ وَالْاِكْرَامِؕ بِيَدِهِ الْخَيْرُؕ وَهُوَ عَلٰى كُلِّ شیْ ٍٔ قَدِیْرٌؕ 
Lā ilāha illā-llāhu waḥdahu lā sharīka lahu lahu l-mulku wa lahu l-ḥamdu yuḥyi wa yumītu wa huwa ḥayyu lā yamūtu abadan abadan dhu l-jalāli wa l-ʾikrām biyadihi-l khayr wa-huwa ʿala-kulli shayʾin qadīr.
(Es gibt) keinen Gott außer Allah - Einer ist Er, Er hat keine Partner. Sein ist die Herrschaft, und Sein ist der Lobpreis. Er gibt Leben und wacht über den natürlichen Kreislauf des Lebens, das Leben auf der Erde endet (Tod), dafür ist die Unendlichkeit nach dem Leben. Er ist unendlich und allgegenwärtig. Er ist majestätisch und großzügig. In Seinen Händen ist (alles) gute und Er ist über alles erhaben (seinen Willen auszuüben).
5. Kalimah Istighfar (Wort der Vergebung)
اَسْتَغْفِرُ اللهَ رَبِّىْ مِنْ كُلِّ ذَنْۢبٍ اَذْنَبْتُهٗ عَمَدًا اَوْ خَطَا ًٔ سِرًّا اَوْ عَلَانِيَةً وَّاَتُوْبُ اِلَيْهِ مِنَ الذَّنْۢبِ الَّذِیْٓ اَعْلَمُ وَ مِنَ الذَّنْۢبِ الَّذِىْ لَآ اَعْلَمُ اِنَّكَ اَنْتَ عَلَّامُ الْغُيُوْبِ وَ سَتَّارُ الْعُيُوْبِ و َغَفَّارُ الذُّنُوْبِ وَ لَا حَوْلَ وَلَا قُوَّةَ اِلَّا بِاللهِ الْعَلِىِّ الْعَظِيْمِؕ 
Astaghfiru-llāha rabbī min kulli dhanbin adnabtuhu ʿamadan ʾaw khaṭāʾan sirran ʾaw ʿalāniyyataw wa atūbu ʾilayhi minal dhanbi-lladhī aʿlamu wa minal dhanbi-lladhī lā aʿlamu innaka ʾanta ʿallāmul-ghuyūbi wa sattārul-ʿuyūbi wa ghaffāru dhunūbi wa lā ḥawla wa lā quwwata illā billāhil-ʿalīyyil-ʿaẓīm.
Ich suche Zuflucht bei Allah, meinem Herrn, von jeder Sünde, die ich wissentlich oder unwissentlich begangen habe, insgeheim oder öffentlich, und ich wende mich zu Ihm hin, weg von der Sünde, die ich weiß und weg von der Sünde, die ich nicht weiß. Wahrlich Du, Du der Kundige aller verborgenen Dinge und der Verberger der Fehler und der Vergeber der Sünden. Und es gibt keine Kraft und keine Macht außer der Allahs, des Höchsten, des Großartigsten.
6. Kalimah Radde Kufr (Wort der Zurückweisung des Unglaubens)
اَللّٰهُمَّ اِنِّیْٓ اَعُوْذُ بِكَ مِنْ اَنْ اُشْرِكَ بِكَ شَيْئًا وَّاَنَآ اَعْلَمُ بِهٖ وَ اَسْتَغْفِرُكَ لِمَا لَآ اَعْلَمُ بِهٖ تُبْتُ عَنْهُ وَ تَبَرَّأْتُ مِنَ الْكُفْرِ وَ الشِّرْكِ وَ الْكِذْبِ وَ الْغِيْبَةِ وَ الْبِدْعَةِ وَ النَّمِيْمَةِ وَ الْفَوَاحِشِ وَ الْبُهْتَانِ وَ الْمَعَاصِىْ كُلِّهَا وَ اَسْلَمْتُ وَ اَقُوْلُ لَآ اِلٰهَ اِلَّا اللهُ مُحَمَّدٌ رَّسُوْلُ اللهِؕ
Allāhumma innī aʿūḏu bika min an ušrika bika šayʾaw-wwa-anā aʿlamu bihi wa-staġfiruka limā lā aʿlamu bihi tubtu ʿanhu wa tabarra'tu mina-l-kufri wa-š-širki wa-l-kiḏhbi wa-l-ġībati wa-l-bidʿati wa-nnamīmati wa-l-fawāḥiši wa-l-buhtāni wa-l-maʿāṣī kullihā wa aslamtu wa aqūlu lā ilāha illā-llāhu Muḥammadu-r-rasūlu llāh.
O Allah! Ich suche Schutz bei Dir, so dass ich Dir keinen Partner neben Dich stelle und ich habe Wissen davon. Ich erbitte Deine Vergebung von dem, was ich nicht weiß. Ich bereue (Ignoranz) und ich weise Unglauben zurück und Dir Partner beizustellen und von Falschheit und Verleumdung und Neuerungen in der Religion und Geschichten erzählen (Hören-Sagen) und bösen Taten und der Schande und dem Ungehorsam, von all dem. Ich unterwerfe mich Deinem Willen und ich glaube und erkläre: Es gibt nichts Anbetungswürdiges außer Allah und Muhammad ist Sein Gesandter.

## Bedeutung
Die sechs Kalimāt dienen dem Erlernen und der ständigen Vergegenwärtigung der Grundbegriffe des Islams. Ihre wenigstens monatliche Rezitation wird von verschiedenen islamischen Reformströmungen als frommes Werk angesehen. Hierzu zählen die einflussreichen religiösen Organisationen der Jamaat-e-Islami ebenso wie die Barelwī-Bewegung und die Dar ul-Ulum Deoband. In den von den Deobandi unterhaltenen Madaris werden heute Koranabschnitte und die sechs Kalimas auswendig gelernt und erklärt, Unterricht in Urdu, Persisch, Arabisch, Englisch erteilt sowie die Grundrechenarten und die Grundlagen von Geographie und Geschichte gelehrt.

## Ursprung des Begriffs und regionale Ausprägung in Nordindien nach 1890
Der Begriff Kalima bezeichnet allgemein einen zentralen Glaubenssatz des Islams, wie beispielsweise die Schahāda. Um die 1890er Jahre wurden in nordindischen Madrasas fünf Kalimāt gelehrt. Den klassischen arabischen Texten wurden Umschriften in Urdu und Paschto beigestellt. Das fünfte Kalima, kalima-i istighfar, ein Gebet um Vergebung, wird schon im 13. Jahrhundert im Werk ʻAwārifu-l-maʻārif von Abu Hafs Umar as-Suhrawardi als Bestandteil sufischer Rituale erwähnt. Als Bestandteil des Lehrplans pakistanischer Deobandi-Madrasas und Teil detaillierter Vorschriften für eine an den Bräuchen der muslimischen Urgemeinde ausgerichtete religiöse Prägung des Alltags (Madani inamat – „Regeln von Medina“) ist die Lehre und Rezitation aller sechs Kalimāt erst seit den 2000er Jahren eindeutig belegt.